# Тіглатпаласар III
Тукультіапал-Ешарра III або Тіглатпаласар III (𒆪𒋾𒀀𒂍𒊹𒊏) — цар Ассирії, правив у 745–727 до н. е., цар Вавилонії у 729—727 до нашої ери. Син Ададнерарі ІІІ. Наступником Тукультіапал-Ешарра ІІІ на ассирійському троні став його син Салманасар V.
Зайняв трон після важкої боротьби зі своїми братами. За часи цих міжусобиць міжнародний вплив Ассирії на Близькому Сході ослаб. Країні загрожували вороги, перш за все Урарту. Але Тукультіапал-Ешарра швидко повернув їй колишній престиж і відновив політику великих завоювань. Для цього він провів ряд реформ.

## Реформи

### Військова реформа

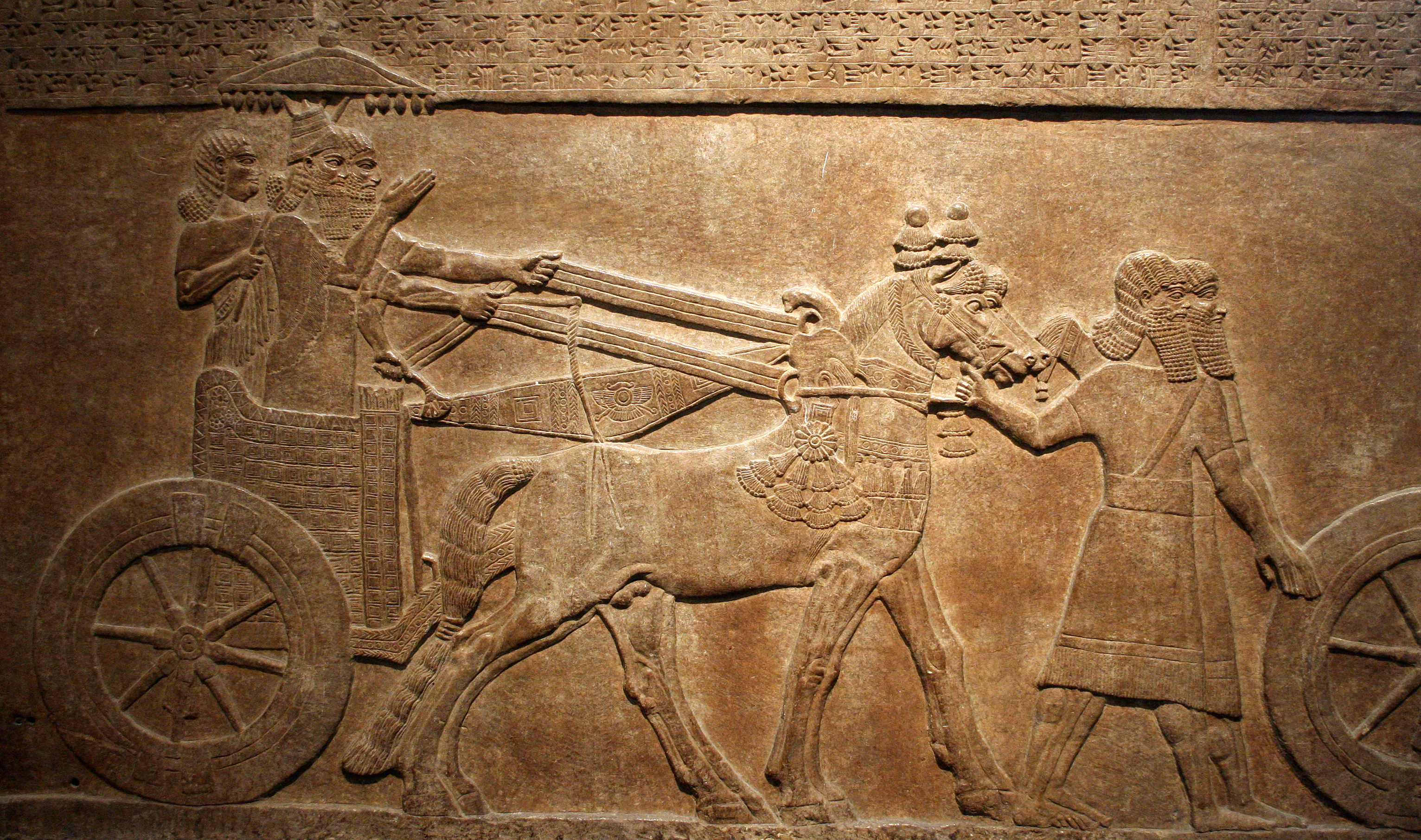
Тукультіапал-Ешарра на бойовій колісниці. Зверніть увагу на зріст коней

Тіглатпаласар III докорінно змінив ассирійську армію. Окрім народного ополчення з селян та військових колоністів яке як і раніше скликалося на час походу, цар створив велике постійне наймане військо яке було однотипно озброєне і поділене по родам. Відтепер армія ділилася на окремі загони піхоти, кінноти, колісниць та допоміжні інженерні частина. Армійські підрозділи налічували 10,50,100 і 1000 вояків, а загальна чисельність армії досягала 120 тисяч. Ударною силою війська були бойові колісниці, коней в яких часом покривали захисними попонами з повсті чи шкіри. Для переслідування ворога широко використовувалися вершники, традиційно вважається, що саме асирійці створили першу справжню неприродну кінноту. Піхота поділялася на важку та легку, причому кількість легкої піхоти було помітно збільшено, складалася вона переважно з лучників. Воїни мали ламелярні панцири, щити (переважно великі, округлі, опуклоконічної форми) та бронзові шоломи. Озброєні вояки були залізною зброєю. Допоміжні частина займалися прокладанням доріг, наведенням мостів та будівництвом укріплених таборів. Ассирійці першими почали регулярно будувати украплені табори оточені валом та ровом. Окрім того були створені спеціальні підрозділи для облоги міст, що мали на озброєнні усілякі тарани та інші стінобитні машини. Для штурмів використовувалися підпалювальні снаряди, зводилися насипи до стін, робилися підкопи. В свою чергу усі великі ассирійські міста оточувалися могутніми стінами. При війську був штат писарів для діловодства та обліку здобичі, жреці, музики.
Професійна ассирійська армія мала високі бойові якості, особливо на тлі звичних для тих часів ополчень, і була здатна виконувати на полі бою досить складні завдання. Вона відрізнялася виучкою, хоробістю та дисципліною. Сам Тукультіапал-Ешарра був здібним полководцем. В усіх своїх походах він старався діяти швидко та несподівано — використовував стрімкі марш-кидки, флангові удари, несподівані напади тощо. Часто він досягав успіху завдяки дуже добре організованій розвідці. Окрім військової розвідки він мав розгалужену мережу шпигунів у всіх сусідніх країнах які регулярно звітували про стан справ в них. Розвідці ассирійці надавали неабиякого значення, що видно вже з того факту, що керував нею спадкоємець престолу. Кожен військовий похід старанно готувався і усі загони ще до виходу отримували чітке завдання. Наприклад коли починалася війна легкі частини одразу займали дороги, гірські перевали, знищували колодязі і переправи на річках. Ассирійське військо рухалася швидко і ні річки ні гори не могли його зупинити. На сусідні народи воно наводило справжній жах. Так в Біблії про ассирійців говориться:
|  | Вони не знають страху і дрімоти, ні в кого не розпущений пояс і не розв'язався ремінець на сандаліях. Вони скачуть по вершинах гір, як горяни бігають і як хоробрі вояки залітають на стіну, і кожен йде своєю дорогою, і не збивається з шляху свого, і не давлять вони одне одного, і навіть падаючи на списи залишаються неушкоджені |

### Полоненні
Тіглатпаласар завойовував одну за іншою сусідні, а потім і не дуже, країни, а їх населення переганяв в інші райони своєї держави. Це була нова державна політика. До нього ассирійські царі просто вирізали населення угяняючи частину в рабство, а тим хто вцілів залишали старих володарів, якщо ті звісно визнавали ассирійську владу, та значну внутрішню автономію. Тож Ассирія довгий час була конфедерацією окремих залежних володінь під верховною владою царя Ассирії оточених, та перемежованих зі сплюндрованими областями. Всупереч старій традиції Тукультіапал-Ешарра почав перетворювати завойовані землі в справжні ассирійські провінції запроваджуючи свою адміністрацію. Для того, щоб ослабити волю до спротиву регулярно використовував насаху, що аккадською означає викорінювати, — насильницькі переселення цілих областей чи народів у віддалені частини своєї держави. На чолі ж новоствореної провінції куди замість старого люду так само переселялися жителі інших місць цар ставив свого намісника та залишав у його підпорядкуванні ассирійські гарнізони. Кожен округ мусив виплачувати певний податок.
У своїх походах Тукультіапал-Ешарра захоплював багато полоненни — зазвичай по кілька десятків тисяч за раз. Більшу їх частину цар перетворював на державних рабів. Їх розселяли по спеціальним поселенням де вони займалися сільським господарством чи ремеслами. Частину рабів залучали до служби у війську в саперних частинах чи обозі і зброю їм при цьому не видавали.

### Адміністративна реформа
Тіглатпаласар провів не лише військову але й адміністративну реформу основною метою якої було зменшення влади намісників та обмеження їх самостійності. Колишні великі намісництва були поділені на значно менші. В намісників залишилися лише функції зі збирання податків, організації виконання підданими повинностей та командування місцевими загонами. Щоб влада цих обласних начальників не вкоренилася їх часто змінювали.

## Завоювання
Свої завоювання Тукультіапал-Ешарра розпочав у 743 році до нашої ери походом проти царя Урарту Сардурі ІІ. Перша битва відбулася у верхів'ях Євфрату на території дружнього урартам царства Арпад. Сардурі особисто командував своїм військом, на його боці також билися сирійці, але незважаючи на чисельну перевагу військо Тіглатпаласара перемогло. Друга велика битва відбулася в Кумусі. Цього разу ассирійці знову перемогли і захопили табір супротивників. Сардурі ІІ з залишками війська втік на схід до верхів'їв Тигру. Уся північно-західна частина країни Урарту була приєднана до Ассирії. З населення завойованих територій Тукультіапал-Ешарра узяв величезну данину, 73 тисячі людей було переселено в Ассирію. Того ж року Тіглатпаласар підступив до сирійського міста Арпада облога якого далі тривала три роки.
У 743 році Тукультіапал-Ешарра знову пішов походом проти урартів і за короткий час вибив їх з верхів'їв Тигру.
У 738 цар здійснив ще один похід до Сирії. Цього разу він завоював Каркемиш, Самал, Хамат і Табал. Потім ассирійське військо перевалило Ліванські гори спустошило Фінікію, Палестину і рухаючись вздовж узбережжя Середземного моря досягло Гази правитель якої втік до Єгипту. Певно Тукультіапал-Ешарра збирався вторгнутися до Єгипту, але фараон відкупився великою даниною. Під час цього походу була узята данина з Ізраїлю, Дамаску, Тіра, Сидона, Бібла та інших місцевих держав. Ассирійці завдали серйозної поразки сабейським племенам Аравії. Лише Дамаск не підкорився Тукультіапал-Ешарра — розпочалася шестирічна облога міста. В завойованих країнах були створені нові області з ассирійською адміністрацією та гарнізонами, а значна частина населення вивезена в Ассирію.
У 735 до нашої ери Тукультіапал-Ешарра здійснив новий похід в глибину Урарту. Сардурі ІІ знову зазнав поразки і усі його землі у верхів'ях та біля витоків Тигру відійшли до переможця. У 734 цар відновив війну на заході де проти нього виступив цар Дамаску Резон II і цар Ізраїлю Пеках, але були розбиті. В Ізраїлю Тукультіапал-Ешарра відібрав усю північну частину населення якої потрапило під насаху, тобто було депортоване. Близько 734 року Тіглатпаласар здійснив похід на схід у країну мідян. Він дійшов до гірського хребта Демавенд і повернувся з великою здобиччю та 63 тисячами полоненних мідян. Пізніше цар здійснив черговий похід проти Урарту. Без серйозного опору він пройшов через усю країну нищачи усе на своєму шляху, але Тушпу йому захопити з ходу не зміг. Тукультіапал-Ешарра вирішив не вести довгу облогу добре укріпленого міста в глибині ворожої країни і покинув країну уганяючи з собою десятки тисяч полонених. У 732 році ассирійці взяли Дамаск. Царя Резона було узято в полон і страчено. Фінікійські міста Тир та Сидон після цього самі «добровільно» підкорилися Тукультіапал-Ешарру.
Невдовзі перед смертю цар захопив Вавилонію і угнав до Ассирії безліч полонених, однак на відміну від інших походів тут цар не зруйнував жодного міста. На відміну від своїх попередників Тукультіапал-Ешарра не поставив свого правителя, а проголосив себе царем Вавилонії під ім'ям Пулу. Його повний титул звучав як
|  | Тукультіапал-Ешарра, цар великий, цар могутній, цар багатьох, цар Ассирії, цар Вавилону, цар Шумера і Аккада, цар чотирьох сторін світу |